# Англійська абетка
Абетка англійської мови заснована на латинській абетці та складається з 26 букв.
6 букв позначають голосні звуки (монофтонги та дифтонги, самостійно або в складі диграфів): A, E, I, O, U, Y.

20 букв позначають приголосні звуки: B, C, D, F, G, H, J, K, L, M, N, P, Q, R, S, T, V, W, X, Z

Буква Y позначає як приголосний, так і голосні звуки.

Буква W самостійно означає приголосний звук, але використовується і в складі диграфів, що позначають голосні звуки. У британській вимові (Received Pronunciation) теж ж вірно і для літери R
Приклад: Англійська абетка для дітей

## Історія
На найдавнішому мовному етапі англійської мови, давньоанглійському, для письма спочатку використовували руни. Англосакси використовували англо-фризькі руни футорк, що є подальшим розвитком германської рунічної серії футарк. Футорк зберігся лише на написах на монетах та на близько 70 написах на дереві, кістці та камені.
Приблизно з VII століття нашої ери руни були замінені латиницею. Деякі символи додали до латинської абетки для позначення звуків англійської мови, яких не було в латинському алфавіті, наприклад, літери Eth (Ð у верхньому регістрі та ð у нижньому регістрі) і Thorn (þ) для звуків [ð] і [θ], Ash (Æ і æ) для [æ]. У давньоанглійських текстах також зустрічаються <ȝ> (також відома як Yogh) та <ƿ> (Wynn) для позначення [w].

У середньоанглійський період (бл. 1100-1500) ці додаткові літери поступово зникли з алфавіту. Eth і Thorn були замінені на . Ash була відкинута, оскільки звук [æ] у багатьох словах був замінений звуком [a] і тому більше не був потрібен. Wynn було замінено латинською літерою ⟨w⟩. Літера <ȝ> все ще зустрічається в середньоанглійських текстах, але в сучасній англійській мові вона замінена на <y> і <gh>. <ƿ> була замінена на <w> в сучасній англійській мові, щоб уникнути плутанини з <p> . 
У середньоанглійській мові з'явилися літери ⟨k⟩, ⟨q⟩ і ⟨z⟩, які не були поширені в давньоанглійській мові.

## Частота букв
Найуживаніша буква в англійській мові E, найменш уживана — Z.
Нижче наведений список частот використання букв в англійській мові.
| № з/п | Літера (велика і мала) | Літера (велика і мала) | Вимова                        | Вимова | Частота використання |
| № з/п | Друкована              | Письмова               | В абетці                      | У слові | Частота використання |
| ----- | ---------------------- | ---------------------- | ----------------------------- | --- | -------------------- |
| 1     | A a                    |                        | [eɪ]                          | [ɑː] [æ] | 8.17 %               |
| 2     | B b                    |                        | [ˈbiː]                        | [b] | 1.49 %               |
| 3     | C c                    |                        | [ˈsiː]                        | [k] як для «с», так і в словосполученні «ck» [s] [tʃ] у словосполученнях «ch» та «tch» i[x] у словосполученні «ch»                                                                          | 2.78 %               |
| 4     | D d                    |                        | [ˈdiː]                        | [d] [dʒ] у словосполученні «dge» | 4.25 %               |
| 5     | E e                    |                        | [ˈiː]                         | [ɛ] | 12.70 %              |
| 6     | F f                    |                        | [ˈ[непідтримувані символи]f]  | [f] | 2.23 %               |
| 7     | G g                    |                        | [ˈdʒiː]                       | [ɡ] [dʒ] перед «e», «i», «y» та у словосполученні «dge» i[x] у словосполученні «gh» | 2.02 %               |
| 8     | H h                    |                        | [ˈeɪtʃ]                       | [h] [ð] у словосполученні «th» [θ] у словосполученні «th» [hw] у словосполученні «wh» [ʃ] у словосполученні «sh» [tʃ] у словосполученнях «ch» та «tch» i[x] у словосполученнях «gh» та «ch» | 6.09 %               |
| 9     | I i                    |                        | [ˈaɪ]                         | [aɪ] | 6.97 %               |
| 10    | J j                    |                        | [ˈdʒeɪ]                       | [j] [dʒ] | 0.15 %               |
| 11    | K k                    |                        | [ˈkeɪ]                        | [k] як для «k», так і в словосполученні «ck» | 0.77 %               |
| 12    | L l                    |                        | [ˈ[непідтримувані символи]l]  | [l] | 4.03 %               |
| 13    | M m                    |                        | [ˈ[непідтримувані символи]m]  | [m] | 2.41 %               |
| 14    | N n                    |                        | [ˈ[непідтримувані символи]n]  | [n] [ŋ] як для «n», так і в словосполученні «ng» | 6.75 %               |
| 15    | O o                    |                        | [ˈoʊ]                         | [ɒ] [aʊ] у словосполученнях «ou» та «ow» | 7.51 %               |
| 16    | P p                    |                        | [ˈpiː]                        | [p] [f] у словосполученні «ph» | 1.93 %               |
| 17    | Q q                    |                        | [ˈkjuː]                       | | 0.10 %               |
| 18    | R r                    |                        | [ˈɑː]                         | [r] | 5.99 %               |
| 19    | S s                    |                        | [ˈs[непідтримувані символи]]  | [s] [z] [ʃ] у словосполученні «sh» [ʒ] як для «s» так і у словосполученні «si» | 6.33 %               |
| 20    | T t                    |                        | [ˈtiː]                        | [t] [ð] у словосполученні «th» [θ] у словосполученні «th» [tʃ] у словосполученні «tch» [ʒ] у словосполученні «ti»                                                                           | 9.06 %               |
| 21    | U u                    |                        | [ˈjuː]                        | | 2.76 %               |
| 22    | V v                    |                        | [ˈviː]                        | [v] | 0.98 %               |
| 23    | W w                    |                        | [ˈdʌbjə]                      | [w] | 2.36 %               |
| 24    | X x                    |                        | [ˈ[непідтримувані символи]ks] | | 0.15 %               |
| 25    | Y y                    |                        | [ˈwaɪ]                        | [j] | 1.97 %               |
| 26    | Z z                    |                        | [ˈz[непідтримувані символи]d] | [z] | 0.07 %               |